# Frihet bakom galler
Frihet bakom galler är en svensk dokumentärfilm från 2013 i regi av Nima Sarvestani.
Filmen skildrar ett kvinnofängelse i Afghanistan där fångarna varken skäms eller ångrar sina brott. Kvinnorna har gemensamt att de begått "moraliska brott" och för dem innebär fängelset frihet och utsidan fångenskap.
Frihet bakom galler producerades av Maryam Ebrahimi och fotades av Rozette Ghadery efter ett manus av Steven Seidenberg. Filmen premiärvisades den 28 januari 2013 på Göteborgs filmfestival och hade biopremiär 19 april samma år. I november 2014 vann filmen en internationell Emmy Award för bästa dokumentär.

## Mottagande
Filmen har medelbetyget 3,6/5 på Kritiker.se, baserat på tolv recensioner. Den fick tre och fyror i betyg av samtliga anmälare utom Sydsvenskan, som gav betyget 2/5.
Filmen tilldelades 2014 Eric Forsgrens dokumentärfilmpris. 